# Pätow-Steegen
Pätow-Steegen is een gemeente in de Duitse deelstaat Mecklenburg-Voor-Pommeren, en maakt deel uit van het Landkreis Ludwigslust-Parchim.
Pätow-Steegen telt 405 inwoners.